# Kiss the Chef
Kiss the Chef (Meine Mutter...) è una serie televisiva tedesca composta da 8 episodi, trasmessa su Das Erste dal 18 maggio 2018 al 4 novembre 2022.
In Italia la serie va in onda su Canale 5 dal 16 giugno 2022, dopo che il primo episodio è stato trasmesso in anteprima su Rai 1 il 7 agosto 2021.

## Trama
La locanda di campagna "Kupferkanne" è stata insignita per caso di una stella Michelin. Per rimediare a questo, la proprietaria Antonia Janssen si reca a Colonia e incontra lo chef stellato Rufus von Berg, a cui è stata inaspettatamente revocata la stella nell'omonimo ristorante e che spera anche lui in un risarcimento. Ma poiché ciò non avviene così rapidamente come sperato e i due alla fine si innamorano, Rufus abbandona il suo ristorante e si trasferisce con la sua brigata di cucina a Toni nell'Eifel. Qui ora gestiscono insieme il ristorante, una via di mezzo tra cucina stellata e cucina casalinga.

## Episodi
| Stagione       | Episodi | Episodi | Prima TV Germania | Prima TV Italia |
| -------------- | ------- | ------- | ----------------- | --------------- |
| Prima stagione | 8       | 8       | 2018-2022         | 2022-in corso   |

## Personaggi e interpreti

### Personaggi principali
- Antonia "Toni" Janssen (episodi 1-8), interpretata da Diana Amft, doppiata da Emilia Costa.
- Rufus van Berg (episodi 1-4), interpretato da Stephan Luca, doppiato da Andrea Lavagnino.
- Adelheid "Heidi" Janssen (episodi 1-8), interpretata da Margarita Broich, doppiata da Roberta Pellini.
- Claudia Rommerskirchen (episodio 7), interpretata da Margarita Broich.
- "HaJü" Hans-Jürgen (episodi 1-8), interpretato da Nikolaus Benda, doppiato da Roberto Gammino.
- Ivo (episodi 1-2), interpretato da Filip Peeters, doppiato da Paolo Marchese.
- Jungkoch Marc (episodi 1-4, 6-8), interpretato da Cedric Sprick.
- Hanno Haase (episodi 2-8), interpretato da Stephan Bieker.
- Hannelotte Kümpner-Sellendorf (episodi 3-8), interpretata da Ramona Kunze-Libnow.
- Andrina (episodi 3-8), interpretata da Nagmeh Alaei.
- Nadira (episodi 6-8), interpretata da Ava Azadeh.
- Roswitha "Witti" (episodi 6-8), interpretata da Margarita Horbach.
- Sebastian Holtmann (episodi 5-7), interpretato da Lucas Prisor.

### Personaggi ricorrenti
- Annette Olearius, interpretata da Eva Verena Müller, doppiata da Cinzia Villari.
- Carl Van Berg (episodio 2), interpretato da Walter Kreye, doppiato da Ambrogio Colombo.
- Mia (episodio 2), interpretata da Linda Stockfleth, doppiata da Chiara Fabiano.

## Produzione
La serie è creata e scritta da Christian Pfannenschmidt, diretta da Jurij Neumann, John Delbridge e Bettina Schoeller Bouju e prodotta da Bantry Bay Productions.